# Монгардон
Монгардо́н, Монґардон (фр. Montgardon) — колишній муніципалітет у Франції, у регіоні Нормандія, департамент Манш. Населення — 420 осіб (2011).
Муніципалітет був розташований на відстані близько 290 км на захід від Парижа, 90 км на захід від Кана, 40 км на північний захід від Сен-Ло.

## Історія
До 2015 року муніципалітет перебував у складі регіону Нижня Нормандія. Від 1 січня 2016 року належав до нового об'єднаного регіону Нормандія.
1 січня 2016 року Монгардон, Бодревіль, Больвіль, Глатіньї, Ла-Е-дю-Пюї, Мобек, Сен-Ремі-де-Ланд, Сен-Семфор'ян-ле-Валуа i Сюрвіль було об'єднано в новий муніципалітет Ла-Е.

## Демографія
Динаміка населення (INSEE ):
Розподіл населення за віком та статтю (2006):
| Стать | Всього | До 15 років | 15-24 | 25-44 | 45-64 | 65-85 | Понад 85 |
| --- | ------ | ----------- | ----- | ----- | ----- | ----- | -------- |
| Чоловіки | 176    | 16          | 12    | 52    | 48    | 48    | 0        |
| Жінки | 224    | 32          | 24    | 48    | 64    | 52    | 4        |
| \| Статево-вікова піраміда \| Статево-вікова піраміда \| Статево-вікова піраміда \| \| ----------------------- \| ----------------------- \| ----------------------- \| \| Чоловіки \| Вік \| Жінки \| \| 0 \| 85 + \| 4 \| \| 0 \| 80-84 \| 16 \| \| 16 \| 75-79 \| 8 \| \| 12 \| 70-74 \| 12 \| \| 20 \| 65-69 \| 16 \| \| 8 \| 60-64 \| 24 \| \| 16 \| 55-59 \| 16 \| \| 8 \| 50-54 \| 8 \| \| 16 \| 45-49 \| 16 \| \| 20 \| 40-44 \| 20 \| \| 12 \| 35-39 \| 8 \| \| 20 \| 30-34 \| 12 \| \| 0 \| 25-29 \| 8 \| \| 4 \| 20-24 \| 4 \| \| 8 \| 15-20 \| 20 \| \| 8 \| 10-14 \| 8 \| \| 8 \| 5-9 \| 8 \| \| 0 \| 0-4 \| 16 \| |        |             |       |       |       |       |          |
| Статево-вікова піраміда |        |             |       |       |       |       |          |
| Чоловіки | Вік    | Жінки       |       |       |       |       |          |
| 0 | 85 +   | 4           |       |       |       |       |          |
| 0 | 80-84  | 16          |       |       |       |       |          |
| 16 | 75-79  | 8           |       |       |       |       |          |
| 12 | 70-74  | 12          |       |       |       |       |          |
| 20 | 65-69  | 16          |       |       |       |       |          |
| 8 | 60-64  | 24          |       |       |       |       |          |
| 16 | 55-59  | 16          |       |       |       |       |          |
| 8 | 50-54  | 8           |       |       |       |       |          |
| 16 | 45-49  | 16          |       |       |       |       |          |
| 20 | 40-44  | 20          |       |       |       |       |          |
| 12 | 35-39  | 8           |       |       |       |       |          |
| 20 | 30-34  | 12          |       |       |       |       |          |
| 0 | 25-29  | 8           |       |       |       |       |          |
| 4 | 20-24  | 4           |       |       |       |       |          |
| 8 | 15-20  | 20          |       |       |       |       |          |
| 8 | 10-14  | 8           |       |       |       |       |          |
| 8 | 5-9    | 8           |       |       |       |       |          |
| 0 | 0-4    | 16          |       |       |       |       |          |

## Економіка
2010 року серед 225 осіб працездатного віку (15—64 років) 169 були активними, 56 — неактивними (показник активності 75,1%, у 1999 році було 66,7%). З 169 активних мешканців працювали 153 особи (82 чоловіки та 71 жінка), безробітними було 16 (9 чоловіків та 7 жінок). Серед 56 неактивних 13 осіб було учнями чи студентами, 30 — пенсіонерами, 13 були неактивними з інших причин.

У 2010 році в муніципалітеті числилось 194 оподатковані домогосподарства, у яких проживали 457,5 особи, медіана доходів виносила 14 975 євро на одного особоспоживача